# Campeonato Tocantinense de Futebol
O Campeonato Tocantinense de Futebol é uma competição futebolística organizada pela Federação Tocantinense de Futebol. É a principal competição de futebol do estado do Tocantins.

## História
O Estado do Tocantins foi criado no dia 5 de outubro de 1988. A Federação Tocantinense foi fundada dois anos depois; contudo, a primeira edição do campeonato - amador, oficioso e experimental - foi realizada em 1989 e teve como campeão o Kaburé. No ano de 1993, foi realizado a primeira edição do campeonato estadual profissional. A primeira partida profissional do estado foi disputada no dia 3 de abril do mesmo ano, entre Miracema e Tocantinópolis, na qual o Verdão do Norte foi vencedor pelo placar de 4 a 1. Inclusive, este último foi o campeão da edição.
Com a profissionalização do campeonato, passou a dar vaga para o Campeonato Brasileiro - Série C; enquanto a Copa Tocantins dava vaga à Copa do Brasil. Os ano de 1993 e 94 marcaram a estreia dos clubes tocantinenses em competições nacionais. Na Copa do Brasil de 1994, o Kaburé eliminou o América Mineiro na primeira fase, porém na segunda fase foi eliminado para o Comercial-MS. Na Seletiva para a Série B de 1994, o Tocantinópolis ficou no Grupo L, com outros três clubes de Goiás, ficando na última colocação, com 4 pontos.
Entre 1989 até 1999, o campeonato foi dominado por equipes do interior do estado até a edição de 2000, quando o Palmas, fundado em 1997, se sagrou o primeiro clube da capital campeão estadual. Na década de 2000, o Palmas dominou o campeonato, sendo pentacampeão na época. Também destacaram-se Araguaína, campeão em 2006 e 2009; Tocantinópolis, Colinas e Tocantins de Palmas, campeões em 2002, 2005 e 2008 respectivamente. Nessa mesma década ficou marcada o início da segunda divisão, portanto, iniciou-se também o sistema de rebaixamento entre os torneios.
A década de 2010 ficou marcada pela dominância de três clubes, começando com o Gurupi sendo o primeiro clube tricampeão estadual seguido nos anos de 2010, 11 e 12 e outro título em 2016. O bi-campeonato seguido do Interporto em 2013, 2014, e outro título em 2017. E outro bi-campeonato, desta vez do Palmas em 2018 e 19. O Tocantinópolis se sagrou campeão em 2015; único campeão além dos 3 clubes nessa década.
A década de 2020 iniciou com mais um título do Palmas, se sagrando o segundo clube tricampeão seguido do campeonato. Também foi marcado com a sequência em andamento do Tocantinópolis, campeão em 2021, 22 e 23 com o treinador Jairo Nascimento, primeiro técnico tricampeão seguido da competição.

## Campeões
Esta é a lista dos campeões de cada edição:
| \| Fase amadora[nota 2] \| Fase amadora[nota 2] \| Fase amadora[nota 2] \| Fase amadora[nota 2] \| \| Ano \| Edição \| Campeão \| Vice-campeão \| \| -------------------- \| -------------------- \| -------------------- \| -------------------- \| \| 1989 Detalhes \| 1.ª \| Kaburé[23] \| Castelo[24][25] \| \| 1990[26] Detalhes \| 2.ª \| Tocantinópolis \| Alvorada \| \| 1991 Detalhes \| 3.ª \| Kaburé[23] \| Interlagos[27] \| \| 1992 \| 4.ª \| Intercap[28] \| União[24] \| \| Fase profissional \| \| \| \| \| Ano \| Edição \| Campeão \| Vice-campeão \| \| 1993 Detalhes \| 1.ª \| Tocantinópolis (1) \| Gurupi \| \| 1994 \| 2.ª \| União (1) \| Tocantins EC \| \| 1995 \| 3.ª \| Intercap (1) \| Gurupi \| \| 1996 \| 4.ª \| Gurupi (1) \| Kaburé \| \| 1997 \| 5.ª \| Gurupi (2) \| Interporto \| \| 1998 \| 6.ª \| Alvorada (1) \| Palmas \| \| 1999 \| 7.ª \| Interporto (1) \| Tocantinópolis \| \| 2000 \| 8.ª \| Palmas (1) \| Interporto \| \| 2001 \| 9.ª \| Palmas (2) \| Tocantinópolis \| \| 2002 Detalhes \| 10.ª \| Tocantinópolis (2) \| Palmas \| \| 2003 Detalhes \| 11.ª \| Palmas (3) \| Gurupi \| \| 2004 Detalhes \| 12.ª \| Palmas (4) \| Araguaína \| \| 2005 Detalhes \| 13.ª \| Colinas (1) \| Araguaína \| \| 2006 Detalhes \| 14.ª \| Araguaína (1) \| Tocantinópolis \| \| 2007 \| 15.ª \| Palmas (5) \| Araguaína \| \| 2008 \| 16.ª \| Tocantins FC (1) \| Gurupi \| \| 2009 Detalhes \| 17.ª \| Araguaína (2) \| Palmas \| \| 2010 \| 18.ª \| Gurupi (3) \| Araguaína \| \| 2011 \| 19.ª \| Gurupi (4) \| Interporto \| \| 2012 Detalhes \| 20.ª \| Gurupi (5) \| Tocantinópolis \| \| 2013 \| 21.ª \| Interporto (2) \| Gurupi \| \| 2014 \| 22.ª \| Interporto (3) \| Tocantinópolis \| \| 2015 \| 23.ª \| Tocantinópolis (3) \| Interporto \| \| 2016 \| 24.ª \| Gurupi (6) \| Tocantins EC \| \| 2017 \| 25.ª \| Interporto (4) \| Sparta \| \| 2018 Detalhes \| 26.ª \| Palmas (6) \| Gurupi \| \| 2019 Detalhes \| 27.ª \| Palmas (7) \| Tocantinópolis \| \| 2020 Detalhes \| 28.ª \| Palmas (8) \| Tocantinópolis \| \| 2021 Detalhes \| 29.ª \| Tocantinópolis (4) \| Araguacema \| \| 2022 Detalhes \| 30.ª \| Tocantinópolis (5) \| Interporto \| \| 2023 Detalhes \| 31.ª \| Tocantinópolis (6) \| Capital \| \| 2024 Detalhes \| 32.ª \| União (2) \| Tocantinópolis \| \| 2025 Detalhes \| 33.ª \| União (3) \| Araguaína \| |        |                    |                |
| Fase amadora |        |                    |                |
| Ano | Edição | Campeão            | Vice-campeão   |
| 1989 Detalhes | 1.ª    | Kaburé             | Castelo        |
| 1990 Detalhes | 2.ª    | Tocantinópolis     | Alvorada       |
| 1991 Detalhes | 3.ª    | Kaburé             | Interlagos     |
| 1992 | 4.ª    | Intercap           | União          |
| Fase profissional |        |                    |                |
| Ano | Edição | Campeão            | Vice-campeão   |
| 1993 Detalhes | 1.ª    | Tocantinópolis (1) | Gurupi         |
| 1994 | 2.ª    | União (1)          | Tocantins EC   |
| 1995 | 3.ª    | Intercap (1)       | Gurupi         |
| 1996 | 4.ª    | Gurupi (1)         | Kaburé         |
| 1997 | 5.ª    | Gurupi (2)         | Interporto     |
| 1998 | 6.ª    | Alvorada (1)       | Palmas         |
| 1999 | 7.ª    | Interporto (1)     | Tocantinópolis |
| 2000 | 8.ª    | Palmas (1)         | Interporto     |
| 2001 | 9.ª    | Palmas (2)         | Tocantinópolis |
| 2002 Detalhes | 10.ª   | Tocantinópolis (2) | Palmas         |
| 2003 Detalhes | 11.ª   | Palmas (3)         | Gurupi         |
| 2004 Detalhes | 12.ª   | Palmas (4)         | Araguaína      |
| 2005 Detalhes | 13.ª   | Colinas (1)        | Araguaína      |
| 2006 Detalhes | 14.ª   | Araguaína (1)      | Tocantinópolis |
| 2007 | 15.ª   | Palmas (5)         | Araguaína      |
| 2008 | 16.ª   | Tocantins FC (1)   | Gurupi         |
| 2009 Detalhes | 17.ª   | Araguaína (2)      | Palmas         |
| 2010 | 18.ª   | Gurupi (3)         | Araguaína      |
| 2011 | 19.ª   | Gurupi (4)         | Interporto     |
| 2012 Detalhes | 20.ª   | Gurupi (5)         | Tocantinópolis |
| 2013 | 21.ª   | Interporto (2)     | Gurupi         |
| 2014 | 22.ª   | Interporto (3)     | Tocantinópolis |
| 2015 | 23.ª   | Tocantinópolis (3) | Interporto     |
| 2016 | 24.ª   | Gurupi (6)         | Tocantins EC   |
| 2017 | 25.ª   | Interporto (4)     | Sparta         |
| 2018 Detalhes | 26.ª   | Palmas (6)         | Gurupi         |
| 2019 Detalhes | 27.ª   | Palmas (7)         | Tocantinópolis |
| 2020 Detalhes | 28.ª   | Palmas (8)         | Tocantinópolis |
| 2021 Detalhes | 29.ª   | Tocantinópolis (4) | Araguacema     |
| 2022 Detalhes | 30.ª   | Tocantinópolis (5) | Interporto     |
| 2023 Detalhes | 31.ª   | Tocantinópolis (6) | Capital        |
| 2024 Detalhes | 32.ª   | União (2)          | Tocantinópolis |
| 2025 Detalhes | 33.ª   | União (3)          | Araguaína      |

## Títulos

### Títulos por clube
Em asterisco (*), os títulos não reconhecidos oficialmente conquistados na era amadora.
| Clube(s)              | Título(s)                                           | Vice(s)                                             |
| --------------------- | --------------------------------------------------- | --------------------------------------------------- |
| Palmas                | 8 (2000, 2001, 2003, 2004, 2007, 2018, 2019 e 2020) | 3 (1998, 2002 e 2009)                               |
| Tocantinópolis        | 6 (1990*, 1993, 2002, 2015, 2021, 2022 e 2023)      | 8 (1999, 2001, 2006, 2012, 2014, 2019, 2020 e 2024) |
| Gurupi                | 6 (1996, 1997, 2010, 2011, 2012 e 2016)             | 6 (1993, 1995, 2003, 2008, 2013 e 2018)             |
| Interporto            | 4 (1999, 2013, 2014 e 2017)                         | 5 (1997, 2000, 2011 2015 e 2022)                    |
| União-TO              | 3 (1994, 2024 e 2025)                               | 0 (1992*)                                           |
| Araguaína             | 2 (2006 e 2009)                                     | 5 (2004, 2005, 2007, 2010 e 2025)                   |
| Paraíso               | 1 (1992* e 1995)                                    | —                                                   |
| Alvorada              | 1 (1998)                                            | 0 (1990*)                                           |
| Colinas               | 1 (2005)                                            | —                                                   |
| Tocantins de Palmas   | 1 (2008)                                            | —                                                   |
| Tocantins de Miracema | —                                                   | 2 (1994 e 2016)                                     |
| Kaburé                | 0 (1989* e 1991*)                                   | 1 (1996)                                            |
| Sparta                | —                                                   | 1 (2017)                                            |
| Araguacema            | —                                                   | 1 (2021)                                            |
| Capital               | —                                                   | 1 (2023)                                            |
| Castelo               | —                                                   | 0 (1989*)                                           |
| Interlagos            | —                                                   | 0 (1991*)                                           |

### Títulos por cidade (total)
| Cidade                | Título(s) | Vice(s) |
| --------------------- | --------- | ------- |
| Palmas                | 9         | 4       |
| Tocantinópolis        | 6         | 8       |
| Gurupi                | 6         | 6       |
| Araguaína             | 5         | 6       |
| Porto Nacional        | 4         | 5       |
| Colinas do Tocantins  | 1         | 1       |
| Paraíso do Tocantins  | 1         | 0       |
| Alvorada              | 1         | 0       |
| Araguacema            | —         | 1       |
| Miracema do Tocantins | —         | 2       |

## Artilheiros
| Ano  | Artilheiro      | Clube                            | Gols |
| ---- | --------------- | -------------------------------- | ---- |
| 1989 | Pará            | Castelo (Gurupi)                 | 7    |
| 1990 | Rui             | Tocantinópolis (Tocantinópolis)  | 9    |
| 1991 |                 |                                  |      |
| 1992 |                 |                                  |      |
| 1993 | Gil             | Tocantinópolis (Tocantinópolis)  | 11   |
| 1994 | Gil             | União Atlético Clube (Araguaína) | 8    |
| 1995 | Belziram        | Miracema (Miracema do Tocantins) | 15   |
| 1996 | Niltinho        | União Atlético Clube (Araguaína) | 9    |
| 1997 | Alexandre       | Interporto (Porto Nacional)      | 7    |
| 1997 | Fernando        | Interporto (Porto Nacional)      | 7    |
| 1998 | Warley          | Alvorada (Alvorada)              | 10   |
| 1999 | Alexandre       | Interporto (Porto Nacional)      | 9    |
| 2000 | Alexandre       | Interporto (Porto Nacional)      | 10   |
| 2001 | Marcelo Quixadá | Interporto (Porto Nacional)      | 8    |
| 2002 | Gélo            | Tocantinópolis (Tocantinópolis)  | 17   |
| 2003 | Mael            | Tocantinópolis (Tocantinópolis)  | 9    |
| 2004 | Wrias           | Araguaína (Araguaína)            | 10   |
| 2005 | Éder            | Araguaína (Araguaína)            | 26   |
| 2006 | Max             | Tocantinópolis (Tocantinópolis)  | 19   |
| 2007 | Paraguaio       | Araguaína (Araguaína)            | 18   |
| 2008 | Maciel          | Tocantins (Palmas)               | 8    |
| 2009 | Mauricinho      | Araguaína (Araguaína)            | 14   |
| 2009 | Lucca           | Palmas (Palmas)                  | 14   |
| 2010 | Demir           | Gurupi (Gurupi)                  | 12   |
| 2011 | Joãozinho       | Guaraí (Guaraí)                  | 8    |
| 2011 | Hélder          | Gurupi (Gurupi)                  | 8    |
| 2012 | Gênesis         | Tocantinópolis (Tocantinópolis)  | 19   |
| 2013 | Fábio Bala      | Interporto (Porto Nacional)      | 11   |
| 2014 | Têti            | Tocantinópolis (Tocantinópolis)  | 12   |
| 2015 | Batata          | Araguaína (Araguaína)            | 9    |
| 2015 | Gean            | Guaraí (Guaraí)                  | 9    |
| 2016 | Régis Wenzel    | Gurupi (Gurupi)                  | 11   |
| 2017 | Jessuí          | Tocantinópolis (Tocantinópolis)  | 7    |
| 2018 | Tozim           | Gurupi (Gurupi)                  | 13   |
| 2018 | Diniz           | Palmas (Palmas)                  | 13   |
| 2019 | Tozim           | Palmas (Palmas)                  | 4    |
| 2019 | Karu            | Arsenal-TO (Tocantinópolis)      | 4    |
| 2020 | Thiago          | Palmas (Palmas)                  | 5    |
| 2021 | Jheimy          | Tocantinópolis (Tocantinópolis)  | 9    |
| 2022 | Jheimy          | Tocantinópolis (Tocantinópolis)  | 11   |
| 2023 | Tony Love       | Capital (Palmas)                 | 5    |
| 2023 | Everson Bilal   | Tocantinópolis (Tocantinópolis)  | 5    |
| 2024 | Bruno Morais    | União Atlético Clube (Araguaína) | 4    |
| 2025 | Marquinhos Bala | Tocantinópolis (Tocantinópolis)  | 5    |
| 2025 | Allan           | Batalhão (Palmas)                | 5    |